# A Life in the Balance (film 1913)
A Life in the Balance è un cortometraggio muto del 1913 diretto da George Melford e prodotto dalla Kalem.

## Trama
Un mascalzone briga per portare alla morte la cugina onde ereditarne i beni.

## Produzione
Il film fu prodotto dalla Kalem Company.

## Distribuzione
Distribuito dalla General Film Company, il film - un cortometraggio in una bobina - uscì nelle sale cinematografiche statunitensi il 15 febbraio 1913.